# Vejle Football Academy
Vejle Football Academy hører under Vejle Boldklubs talentsektor og er beliggende i Lagos i Nigeria.
Akademiet blev grundlagt den 1. august 2007 og har hidtil optaget spillere fra Nigeria, Ghana og Benin.
I modsætning til andre fodboldakademier har Vejle Football Academy et socialt sigte med i sit arbejde. Således er det et grundprincip, at alle spillere, der bliver en del af akademiet, får en uddannelse, i fald fodboldkarrieren ikke kan bære.
Vejle Boldklub har i midten af 2009 hentet fire spillere til Vejle fra akademiet. Heriblandt Chidi Dauda Omeje og Joseph Folahan Akinola.
Den daglige leder af akademiet er nigerianeren Ukozor Victor Macdonald.